# 天主教錫羅斯暨米洛斯教區
天主教錫羅斯暨米洛斯教區（拉丁語：Dioecesis Syrensis et Milensis）是羅馬天主教在希臘的一個教區，為納克索斯、安德羅斯、蒂諾斯暨米科諾斯總教區的附屬教區。
教區成立於13世紀，至1900年定形。1947年起本教區的主教與聖托里尼教區由同一位主教兼任（In persona episcopi），但兩教區保留各自的架構。
教區範圍包括基克拉澤斯西部。2010年有教友6,831人，佔轄區總人口百分之四。教區下轄十五個堂區，有十二名司鐸。現任教區主教為佩特羅·史帝芬努 （Petros Stefanou）。